# Souleye
Souleye is een gemeente (commune) in de regio Ségou in Mali. De gemeente telt 9900 inwoners (2009).